# Tragogomphus
Tragogomphus – rodzaj ważek z rodziny gadziogłówkowatych (Gomphidae).

## Podział systematyczny
Do rodzaju należą następujące gatunki:
- Tragogomphus aurivillii Sjöstedt, 1899
- Tragogomphus ellioti Legrand, 2002
- Tragogomphus grogonfla Dijkstra, 2015